# 洛根 (密蘇里州格林縣)
洛根（英語：Logan）是位於美國密蘇里州格林縣的非建制地區。

## 地理
洛根所處的海拔為高於海平面389米（即1276英呎），而該地所採用的時區為UTC-6，即北美中部時區（CST）。同時該地設有夏令時間，為UTC-6調快一小時，即UTC-5（CDT）。